# Ligne principale Rumoi
La ligne principale Rumoi (留萌本線, Rumoi hon-sen) est une ligne ferroviaire de la compagnie JR Hokkaido située sur l'île d'Hokkaidō au Japon. Elle relie la gare de Fukagawa à la gare d'Ishikari-Numata.

## Histoire
- 1910 : ouverture entre Fukagawa et Rumoi sous le nom de ligne Rumoi (留萠線, Rumoi-sen?)
- 1921 : prolongement de Rumoi à Mashike
- 1927 : prolongement de Rumoi à Ōtodo
- 1928 : prolongement d'Ōtodo à Onishika
- 1931 : prolongement d'Onishika à Kotambetsu
- 1931 : la portion comprise entre Fukagawa et Mashike prend le nom de ligne principale Rumoi (留萠本線, Rumoi hon-sen?) tandis que la portion comprise entre Rumoi et Kotambetsu prend le nom de ligne Haboro (羽幌線, Haboro-sen?)
- 1949 : transfert de la ligne à la JNR
- 1987 : transfert de la ligne à JR Hokkaido à la suite de la privatisation de la JNR
- 1997 : changement du nom de la ligne de 留萠本線 en 留萌本線
- 2016 : fermeture entre Rumoi et Mashike[1]
- 2023 : fermeture entre Ishikari-Numata et Rumoi[2]

## Caractéristiques

### Ligne
- longueur : 14,4 km
- écartement des voies : 1 067 mm
- nombre de voies : 1
- électrification : non
- vitesse maximale : 95 km/h

### Services et interconnexions
La ligne est desservie uniquement par des trains locaux (omnibus).

### Liste des gares
Seule la gare de Fukagawa en commun avec la ligne principale Hakodate est numérotée : A24.
| Numéro | Gare             | Nom japonais | Distance (km) | Correspondances        | Localisation | Localisation               |
| ------ | ---------------- | ------------ | ------------- | ---------------------- | ------------ | -------------------------- |
| A24    | Fukagawa         | 深川         | 0             | JR Hokkaido : Hakodate | Fukagawa     | Sous-préfecture de Sorachi |
|        | Kita-Ichiyan     | 北一已       | 3,8           |                        | Fukagawa     | Sous-préfecture de Sorachi |
|        | Chippubetsu (ja) | 秩父別       | 8,8           |                        | Chippubetsu  | Sous-préfecture de Sorachi |
|        | Kita-Chippubetsu | 北秩父別     | 11,2          |                        | Chippubetsu  | Sous-préfecture de Sorachi |
|        | Ishikari-Numata  | 石狩沼田     | 14,4          |                        | Numata       | Sous-préfecture de Sorachi |

Section fermée en 2023
La section Ishikari-Numata - Rumoi a fermé le 1er avril 2023.
| Gare            | Nom japonais | Distance (km) | Localisation | Localisation               |
| --------------- | ------------ | ------------- | ------------ | -------------------------- |
| Ishikari-Numata | 石狩沼田     | 14,4          | Numata       | Sous-préfecture de Sorachi |
| Mappu           | 真布         | 17,8          | Numata       | Sous-préfecture de Sorachi |
| Ebishima        | 恵比島       | 20,7          | Numata       | Sous-préfecture de Sorachi |
| Tōgeshita       | 峠下         | 28,3          | Rumoi        | Sous-préfecture de Rumoi   |
| Horonuka        | 幌糠         | 34,5          | Rumoi        | Sous-préfecture de Rumoi   |
| Fujiyama        | 藤山         | 40,0          | Rumoi        | Sous-préfecture de Rumoi   |
| Ōwada           | 大和田       | 44,2          | Rumoi        | Sous-préfecture de Rumoi   |
| Rumoi           | 留萌         | 50,1          | Rumoi        | Sous-préfecture de Rumoi   |

Section fermée en 2016
La section Rumoi - Mashike a fermé le 5 décembre 2016.
| Gare        | Nom japonais | Distance (km) depuis Fukagawa | Localisation | Localisation             |
| ----------- | ------------ | ----------------------------- | ------------ | ------------------------ |
| Rumoi       | 留萌         | 50,1                          | Rumoi        | Sous-préfecture de Rumoi |
| Segoshi     | 瀬越         | 52,2                          | Rumoi        | Sous-préfecture de Rumoi |
| Reuke       | 礼受         | 56,2                          | Rumoi        | Sous-préfecture de Rumoi |
| Afun        | 阿分         | 57,5                          | Mashike      | Sous-préfecture de Rumoi |
| Nobusha     | 信砂         | 60,2                          | Mashike      | Sous-préfecture de Rumoi |
| Shaguma     | 舎熊         | 61,0                          | Mashike      | Sous-préfecture de Rumoi |
| Shumombetsu | 朱文別       | 62,7                          | Mashike      | Sous-préfecture de Rumoi |
| Hashibetsu  | 箸別         | 64,0                          | Mashike      | Sous-préfecture de Rumoi |
| Mashike     | 増毛         | 66,8                          | Mashike      | Sous-préfecture de Rumoi |

## Matériel roulant

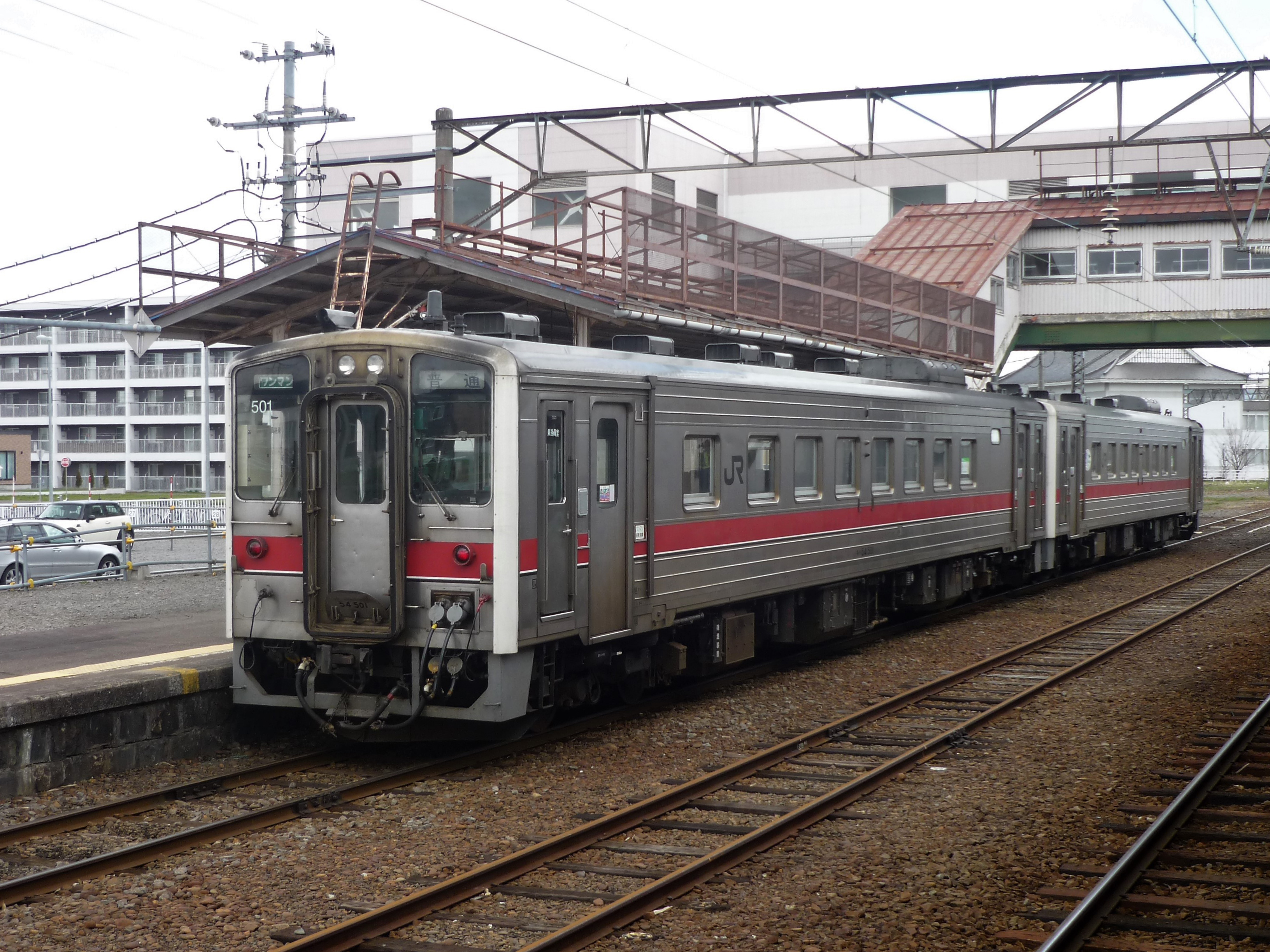
JR série KiHa 54